# Флагова дропла
Флаговата дропла (Sypheotides indicus) е вид птица от семейство Otidae, единствен представител на род Sypheotides. Видът е застрашен от изчезване.

## Разпространение и местообитание
Разпространен е в Индия, Непал и Пакистан.